# Italian Games and Dances
Italian Games and Dances è un cortometraggio muto del 1914. Il film - un breve documentario di 100 metri prodotto dalla Selig - non riporta né il nome del regista né quello dell'operatore.

## Produzione
Il film fu prodotto dalla Selig Polyscope Company.

## Distribuzione
Distribuito dalla General Film Company, il film - un documentario di cento metri - uscì nelle sale cinematografiche statunitensi il 6 febbraio 1914. Nelle proiezioni, veniva programmato con il sistema dello split reel, accorpato in un'unica bobina con un altro cortometraggio prodotto dalla Selig, la commedia Tony and Maloney.